# Торд Ревун
Торд Ревун (нюнорск Thord Geller Olafsson; ок. 900—965) — хёвдинг Западной четверти Исландии, неоднократно упоминающийся в родовых сагах. Законодательная реформа, включавшая разбиение Исландии на четыре четверти и введение Тингов Четвертей, была проведена Тордом Ревуном на альтинге в 963 г.

## Происхождение
Сын Олава Фейлана, внук Торстейна Рыжего, правнук Ауд Мудрой и Олава Белого согласно исландским сагам вел свое происхождение от Инглингов, наследовал Хвамм. Мать Торда — Альвдис (ок. 875—915) с острова Барра, дочь Коналя, сына Стейнмода сына Эльвира Детолюба.

## Семья
Торд Ревун состоял в браке Хродню, дочь Скегги из Мидфьорда, дети:
— Эйольв Серый жил на Орлином Фьорде в Выдрей Долине (убил Гисли, сына Кислого в 978 г.). потомки Эйольва Серого
- сын Торкель — четвёртый муж Гудрун Освиврдоттир[англ.]
- сын Бёльверк — его сын Эйольв — один из героев Саги о Ньяле

— Торарин Жеребячий Лоб (род. ок 930)
— Торкель Кугги